# لوئیس سیمونسون
لوئیس سیمونسون (انگلیسی: Louise Simonson؛ زادهٔ ۲۶ سپتامبر ۱۹۴۶) یک پدیدآور، نویسنده و رنگ‌زن اهل ایالات متحده آمریکا است.
وی بیشتر برای همکاریش با مارول کامیکس و خلق جهش‌یافتگان جدید، دسته قدرت، دنیای وارکرافت و فاکتور-اکس شناخته می‌شود.